# Ernst Wiesmann
Ernst Wiesmann (* 6. Dezember 1909; † 31. Juli 1989) war ein Schweizer Mediziner und Mikrobiologe.
Wiesmann studierte nach der Matura in Winterthur (1928) Medizin in Zürich, Berlin und Wien und legte 1934 sein Staatsexamen in Zürich ab. Danach war er am Pathologischen Institut der Universität Zürich und 1936/37 am Institut Pasteur in Paris. 1937 bis 1939 machte er seine klinische Ausbildung am Inselspital Bern. 1939 bis 1944 war er am Hygiene-Institut Bern bei Curt Hallauer. Ab 1944 baute er das bakteriologische Institut des Kantons St. Gallen in St. Gallen auf und leitete es. Das Institut hatte neben der humanmedizinischen auch eine veterinärmedizinische Abteilung. 1964 wurde er ordentlicher Professor für medizinische Mikrobiologie und Direktor des Instituts für medizinische Mikrobiologie an der Universität Zürich.
Von ihm stammt ein Lehrbuch der medizinischen Mikrobiologie. Er war Mitarbeiter am Handbuch der inneren Medizin.

## Schriften
- Medizinische Mikrobiologie. Thieme, 5. Auflage 1982 (1993 in 8. Auflage bearbeitet von Fritz H. Kayser u. a.)